# Matthäikirche (Düsseldorf-Düsseltal)

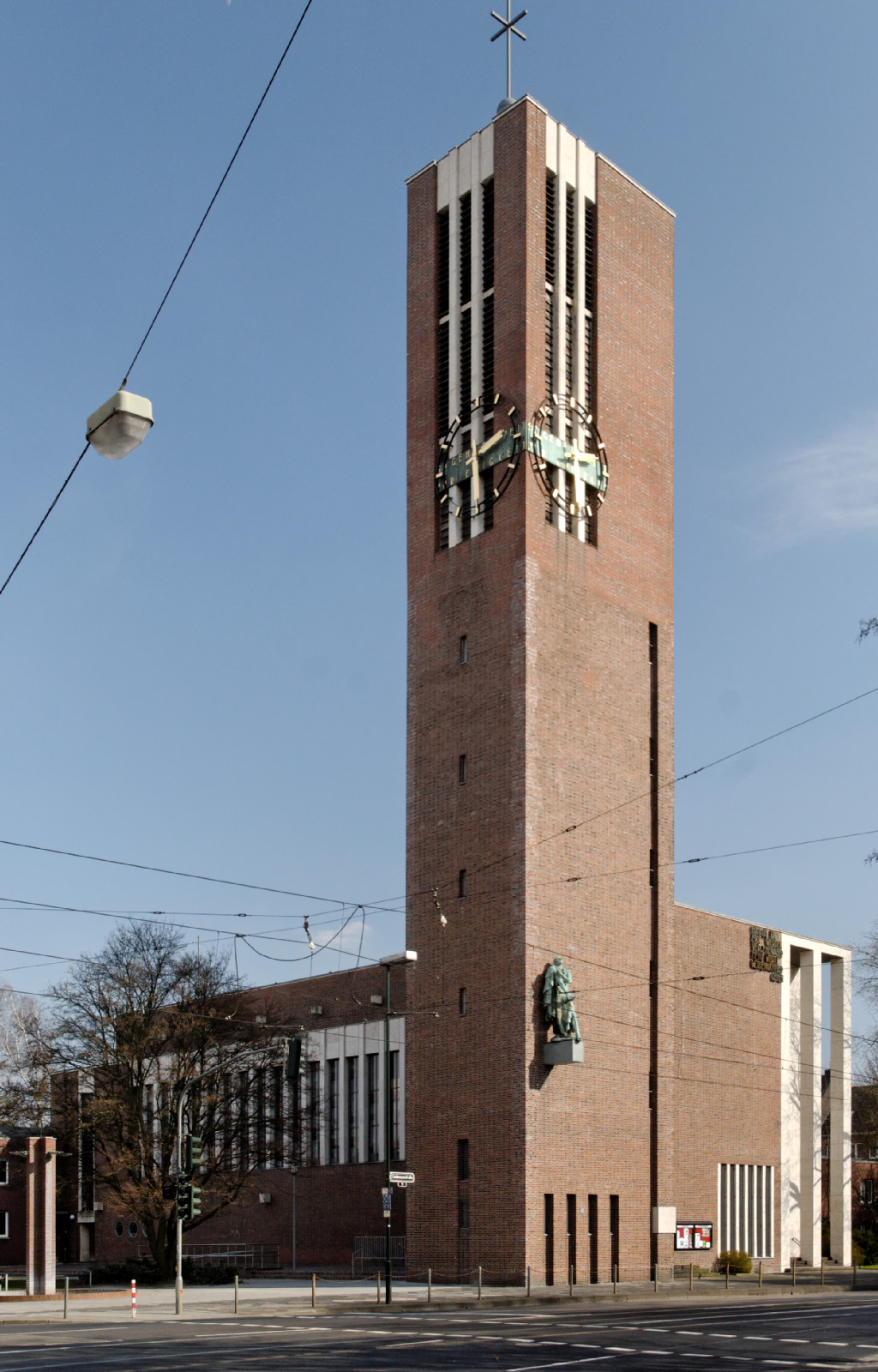
Matthäikirche

Die evangelische Matthäikirche befindet sich an der Lindemannstraße 70 in Düsseldorf-Düsseltal. Sie gehört neben der Christuskirche in Oberbilk zur Evangelischen Emmaus-Kirchengemeinde im Kirchenkreis Düsseldorf der Evangelischen Kirche im Rheinland.

## Geschichte
Pläne zum Bau einer evangelischen Kirche in Düsseltal gab es seit den 1920er Jahren. Zunächst wurde 1905 ein Betsaal zur Matthäikirche geweiht. 1927 wurden die Pläne zum Bau einer richtigen Kirche wieder aufgenommen. Von 1930 bis 1931 wurde der Kirchenbau nach Entwürfen der Architekten Karl Wach und Heinrich Rosskotten unter Mitarbeit von Philipp Wilhelm Stang erbaut.
Die Kirche wurde im Zweiten Weltkrieg durch Bombenangriffe teilweise zerstört und im Jahr 1953 wiederhergestellt.

## Beschreibung
Die Matthäikirche war die erste Kirche in Düsseldorf, die eine Stahlskelettkonstruktion aufwies. Die Kirche ist längsrechteckig als Saalbau angelegt mit einer halbrunden Apsis als Abschluss. Sie hat ein betonummanteltes Stahlskelett und ist dazwischen mit rotem Backstein ausgefacht. Die Abschlüsse hingegen sind in gelbem Sandstein ausgeführt. 
Der Glockenturm ist an der Nordwestecke angebaut. Vor dem Hauptportal befindet sich eine Vorhalle. Deren Stützen sind genauso hoch wie der Kirchenbau und mit Naturstein verkleidet. Das Portal mit seiner monumentalisierenden, übergreifenden Pfeilerstellung ist stilistisch mit Portalen anderer neoklassizistischen Bauten Düsseldorfs verwandt.
Außen am Glockenturm befindet sich eine Plastik des Namenspatrons Matthäus von Arno Breker.